# The Cassette Tape 1994
The Cassette Tape 1994 è il primo EP della cantante statunitense Teyana Taylor, pubblicato il 25 agosto 2015.

## Il disco
L'atmosfera del mixtape è ispirata alle canzoni R&B degli anni '90.
La terza traccia, vede la partecipazione del marito della Taylor, il cestista statunitense Iman Shumpert.

## Tracce
1. Your Wish – 2:46 (testo: Teyana Taylor)
2. Tonight – 2:56 (testo: Taylor, Eric Bellinger)
3. Who's Gonna Make It Home (feat. Iman Shumpert) – 3:16 (testo: Taylor)
4. Undercover – 2:39 (testo: Taylor)
5. Touch Me – 1:53 (testo: Taylor)